# Grupy krwi

Tabela zgodności krwinek czerwonych

Grupy krwi – zestawy antygenów obecnych na powierzchni krwinek czerwonych i innych komórek krwi. W zależności od układu grupowego brane są pod uwagę różne zestawy antygenów. Niezgodność w obrębie układu grupowego wiąże się z reakcją odpornościową organizmu, polegającą na wytworzeniu przeciwciał skierowanych przeciwko nieprawidłowym antygenom, obecnym na erytrocytach. W ramach tego samego gatunku może istnieć wiele układów grupowych krwinek czerwonych. Zachowanie zasad zgodności w obrębie układów grupowych krwi jest istotne podczas transfuzji krwi, przeszczepiania narządów, a także w ciąży dla uniknięcia choroby hemolitycznej.

## Układy grupowe krwi człowieka
Ze względu na występowanie na erytrocytach swoistych antygenów wyróżnia się kilka układów grupowych. U człowieka do roku 2014 opisano trzydzieści pięć układów grupowych krwi. Największe znaczenie z punktu widzenia praktyki medycznej mają:
- układ AB0,
- układ Rh – antygeny C, c, D[a], E, e,
- układ Kell – antygen K, k.

Ponadto wyróżnia się następujące układy grupowe:
| Układ              | Symbol | Rodzaj antygenu                                                                         | Liczba antygenów | Nazwa genu       | Lokalizacja genu na chromosomie |
| ------------------ | ------ | --------------------------------------------------------------------------------------- | ---------------- | ---------------- | ------------------------------- |
| AB0                | AB0    | polisacharydy                                                                           | 4                | AB0              | 9                               |
| Rh                 | Rh     | białka D, c, C, E, e                                                                    | 49               | RHD, RHCE        | 1                               |
| MNS                | MNS    | sjaloglikoproteiny                                                                      | 43               | GYPA, GYPB, GYPE | 4                               |
| P                  | P1     | –                                                                                       | 1                | P1               | 22                              |
| Kell               | KEL    | glikoproteiny o charakterze endopeptydaz                                                | 28               | KEL              | 7                               |
| Lutheran           | LU     | glikoproteiny                                                                           | 21               | LU/BCAM          | 19                              |
| Lewis              | LE     | polisacharydy                                                                           | 6                | FUT3             | 19                              |
| Duffy              | FY     | glikoproteiny                                                                           | 6                | DARC             | 1                               |
| Kidd               | JK     | –                                                                                       | 3                | SLC14A1          | 18                              |
| Diego              | DI     | –                                                                                       | 21               | SLC4A1           | 17                              |
| Yt                 | YT     | –                                                                                       | 2                | ACHE             | 7                               |
| Xg                 | XG     | –                                                                                       | 1                | XG               | X                               |
| Scianna            | S.C.   | –                                                                                       | 5                | ERMAP            | 1                               |
| Dombrock           | DO     | –                                                                                       | 5                | ART4/DO          | 12                              |
| Colton             | CO     | –                                                                                       | 3                | AQP1             | 7                               |
| Landsteiner-Wiener | LW     | –                                                                                       | 3                | ICAM4            | 19                              |
| Chido-Rodgers      | CH/RG  | –                                                                                       | 9                | C4A, C4B         | 6                               |
| Hh                 | H      | –                                                                                       | 1                | FUT1             | 19                              |
| Kx                 | XK     | –                                                                                       | 1                | XK               | X                               |
| Gerbich            | GE     | –                                                                                       | 8                | GYPC             | 2                               |
| Cromer             | CROM   | –                                                                                       | 13               | DAF              | 1                               |
| Knops              | KN     | –                                                                                       | 8                | CR1              | 1                               |
| Indian             | IN     | –                                                                                       | 2                | CD44             | 11                              |
| Ok                 | OK     | –                                                                                       | 1                | BSG              | 19                              |
| Raph               | MER2   | –                                                                                       | 1                | CD151            | 11                              |
| JMH                | JMH    | –                                                                                       | 1                | SEMA7A           | 15                              |
| Ii                 | I      | –                                                                                       | 1                | GCNT2            | 6                               |
| Globoside          | P      | –                                                                                       | 1                | B3GALT3          | 3                               |
| GIL                | GIL    | –                                                                                       | 1                | AQP3             | 9                               |
| Langereis          | LAN    | białko ABCB6 (transporter porfiryn)                                                     | ?                | ABCB6            | 2                               |
| Junior             | JR     | ABCG2 (transporter, bierze udział w tworzeniu bariery między środowiskiem a organizmem) | ?                | ABCG2            | 4                               |

## U innych zwierząt
Badania na krwi zwierzęcej wykazały, że wszystkie gatunki zwierząt mają podobną ilość antygenów, co człowiek. Jak dotąd nie wskazano jednak żadnej przyczyny występowania w świecie zwierząt tak dużej liczby złożonych układów grup krwi. Pewne znaczenie może mieć fakt, że niektóre choroby występują u ludzi z określoną grupą krwi częściej (np. choroba wrzodowa dwunastnicy u osób z grupą krwi 0), jednak różnice są na tyle niewielkie, że może nie mieć to żadnego wpływu na dobór naturalny.

## Historia
Odkrycia grup krwi dokonał austriacki uczony Karl Landsteiner w 1901 roku. Natomiast Ludwik Hirszfeld wraz z Emilem von Dungernem stworzył podstawy nauki o grupach krwi, wprowadzając ich oznaczenie symbolami A, B, AB, i 0, co następnie w 1928 roku przyjęto na całym świecie. Równocześnie pierwszy zajmował się dziedziczeniem zróżnicowania grupowego krwi, co wykorzystał do wykluczania niepewnego ojcostwa.